# Mansión de Blankenfelde
La Mansión de Blankenfelde  (en letón: Blankenfeldes muiža) es una casa señorial en la parroquia de Vilce, municipio de Jelgava en la región histórica de Zemgale, en Letonia. Construida en el último cuarto del siglo XVII, cambió varias veces de propietarios. Las obras de renovación se encuentran actualmente en proceso.

## Historia
Los primeros registros de la mansión datan de 1689 cuando el propietario era Ernst von Medem. La finca cambió varias veces de propietarios y formó parte de la familia von Hahn desde 1840 hasta 1920. Entre 1804 y 1805 la mansión fue cedida por la casa imperial rusa a Andreas von Königfels, y durante este tiempo la mansión fue visitada por el rey francés en el exilio Luis XVIII.

## Descripción
El complejo de la mansión data de mediados del siglo XVIII y el edificio principal erigido en 1743 tiene un parque de estilo inglés del siglo XIX con exóticos abetos y múltiples pequeños estanques, hoy también con canchas para deportes. El complejo cuenta también con una puerta restaurada y establos. La mansión se distingue de otras mansiones letonas por sus pequeñas formas arquitectónicas, como las puertas de entrada, pabellones del te, grutas, y la única puerta de jardín de hierro forjado de estilo rococó en Letonia. En la actualidad la mansión alberga un hotel, una pequeña planta de jugos (usando bayas plantadas en el jardín de la mansión) y un museo de campanas. Las obras de renovación del edificio principal están en marcha. El jardín de flores de la finca de Blankenfelde forma parte del "tulbifestivale" de primavera.